# Newsteadia shiaui
Newsteadia shiaui är en insektsart som beskrevs av Ferenc Kozár och Wu in Kozár 2004. Newsteadia shiaui ingår i släktet Newsteadia och familjen vaxsköldlöss.
Artens utbredningsområde är Taiwan. Inga underarter finns listade i Catalogue of Life.